# Почепин

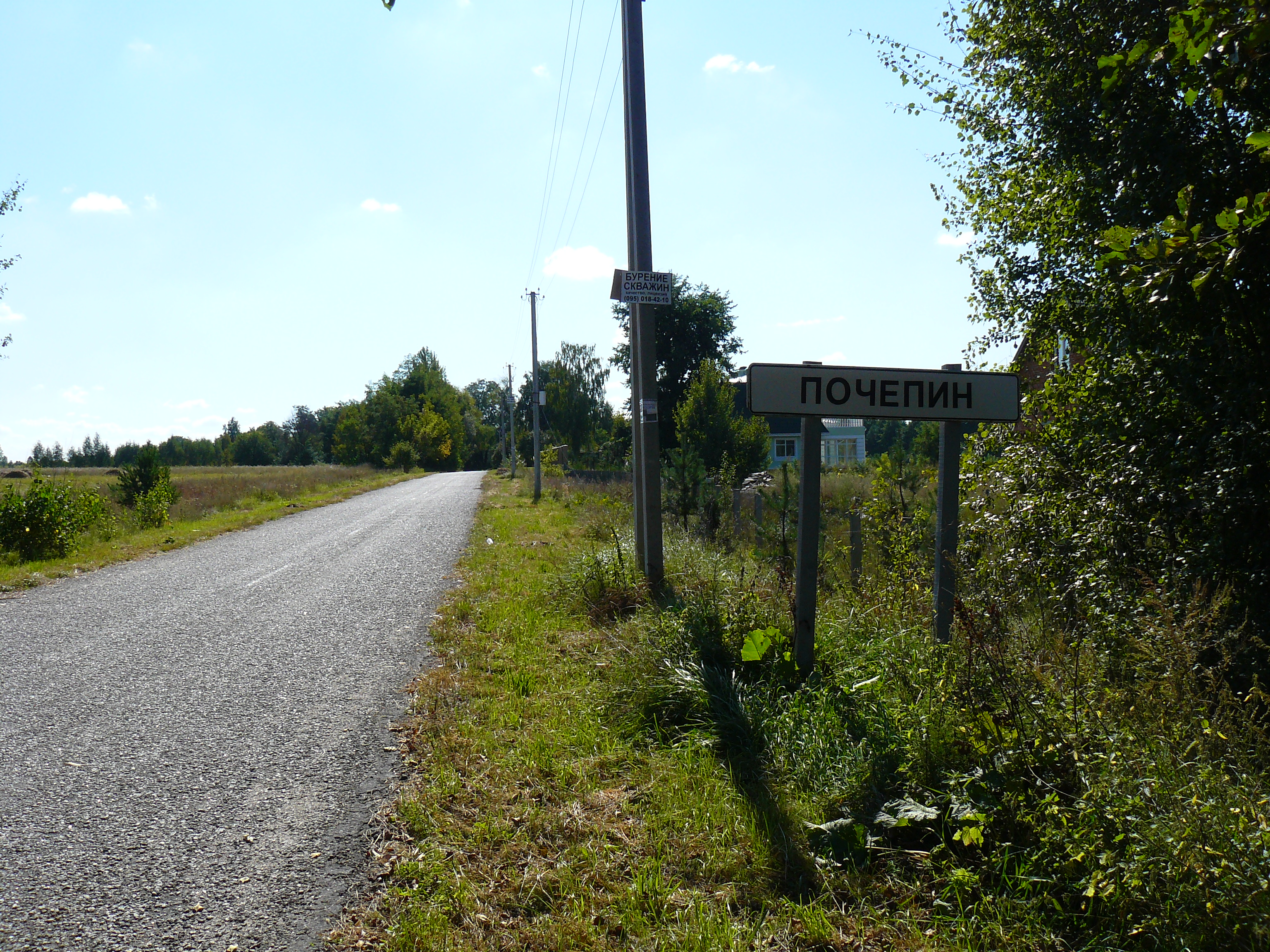
Дорожный знак на въезде в Почепин

Почепин (укр. Почепин) — село, входит в Бучанский район Киевской области Украины.
Население по переписи 2001 года составляло 27 человек. Почтовый индекс — 08000. Телефонный код — 4578. Занимает площадь 0,753 км². Код КОАТУУ — 3222785202.

## Местный совет
08022, Київська обл., Макарівський р-н, с. Наливайківка, вул. Леніна, 117а